# Liste der historischen Kirchengebäude im Westerwald
Die Liste der historischen Kirchen im Westerwald umfasst christliche Kirchengebäude in der Region Westerwald der Zeit vor 1965.

## Kirchengebäude
| Name                                                    | Lage                                                             | Bauzeit   | Anmerkungen | Bild                                                                                  |
| ------------------------------------------------------- | ---------------------------------------------------------------- | --------- | --- | ------------------------------------------------------------------------------------- |
| Ev. Kirche Almersbach                                   | Almersbach, Landkreis Altenkirchen                               | um 1200   | Spätromanische Basilika über dem Wiedtal, Westturm mit barocker Haube, Fresken im Innern (13.–15. Jh.) | Romanische Basilika in Almersbach                                                     |
| Ev. Kirche Alpenrod                                     | Alpenrod, Westerwaldkreis                                        | 1843      | Klassizistische Pfarrkirche, mit im Kern mittelalterlichen Turm | Kirche (1843/44) in Alpenrod                                                          |
| Ev. Kirche Altenkirchen                                 | Altenkirchen (Westerwald), Landkreis Altenkirchen                | 1822      | Zwischen 1822 und 1827 nach den Plänen des Berliner Baumeisters Karl Friedrich Schinkel anstelle der romanischen Kirche erbaut | Evangelische Kirche Altenkirchen                                                      |
| Kath. Pfarrkirche St. Laurentius Asbach                 | Asbach, Landkreis Neuwied                                        | 1871      | Im Jahr 1866 wurde die alte Kirche bis auf den Turm abgebrochen und das neugotische, dreischiffige Kirchengebäude nach Plänen des Kölner Architekten Vincenz Statz errichtet. | Kirche St. Laurentius, Asbach                                                         |
| Ev. Pfarrkirche Bad Marienberg                          | Bad Marienberg, Westerwaldkreis                                  | 1818      | In Obermarienberg von Johann Schrumpf von 1818 bis 1821 erbaut | Bad Marienberg, in der Mitte auf der Anhöhe die Ev. Pfarrkirche                       |
| Ev. Kirche Birnbach                                     | Birnbach, Landkreis Altenkirchen                                 | 1131      | Romanische Basilika, 1899 grundlegend renoviert | Evangelische Pfarrkirche in Birnbach                                                  |
| Kath. Kirche St. Pantaleon                              | Buchholz, Landkreis Neuwied                                      | 1862      | Errichtet 1862, musste wegen Einsturzgefahr 1971 abgerissen werden, Neuerrichtung 1973 | Kath. Kirche St. Pantaleon                                                            |
| Ev. Pfarrkirche Daaden                                  | Daaden, Landkreis Altenkirchen                                   | 1722      | Von Julius Ludwig Rothweil von 1722 bis 1724 im barocken Stil entworfen | Barockkirche Daaden, nachts beleuchtet in der Adventszeit                             |
| Ev. Pfarrkirche zu Dierdorf                             | Dierdorf, Landkreis Neuwied                                      | 1903      | Mit Bruchsteinen des 1902 abgetragenen Schlosses errichtet; der Turm stammt von der Vorgängerkirche, die um 1200 gebaut wurde | Dierdorf, Evangelische Kirche                                                         |
| Friedhofskapelle Dorchheim                              | Dorchheim, Elbtal, Landkreis Limburg-Weilburg                    | 12. Jh.   | Der mittelalterliche Bau bestand ursprünglich aus einem tonnengewölbten Chor, einem flach gedeckten Hauptschiff und einem nördlichen Seitenschiff. Daneben die heutige neugotische Pfarrkirche | Dorchheim, Die Nordostseite der ehemaligen romanischen Kirche, heute Friedhofskapelle |
| Dreifaltigkeitskirche Dreifelden (Ev. Pfarrkirche)      | Dreifelden, Westerwaldkreis                                      | 11. Jh.   | Anfänge um 1000, Chorturm um 1200, 1957/58 modernisiert und erweitert | Kirche in Dreifelden                                                                  |
| Kath. Pfarrkirche Mariä Himmelfahrt Eitelborn           | Eitelborn, Westerwaldkreis                                       | 1923      | Bruchsteinsaal | Kath. Pfarrkirche Mariä Himmelfahrt                                                   |
| Kath. Pfarrkirche zu Ellar                              | Ellar, Gemeinde Waldbrunn, Landkreis Limburg-Weilburg            | 1843–1844 | Die Kirche ist Maximinus von Trier geweiht. Die Benedizierung erfolgte am 24. November 1844. Der Limburger Bischof Peter Joseph Blum nahm am 4. Juni 1849 die Konsekration vor. Die Kirche steht am Hang des Bergs Oberholz und bestimmt gemeinsam mit der Burgruine das Ortsbild von Ellar. Die Kirche ist ein romanisierender – klassizistischer Saalbau mit Chor und zentralem Turm im eingestellten Westwerk. | Ansicht des Ortskerns von Ellar                                                       |
| Pfarrkirche St. Elisabeth zu Elkenroth                  | Elkenroth, Landkreis Altenkirchen                                | 1875      | | Katholische Kirche St. Elisabeth zu Elkenroth                                         |
| Kreuzherrenkirche                                       | Kloster Ehrenstein, Asbach, Landkreis Neuwied                    | 1477      | Zunächst als Burgkapelle der ehem. Burg Ehrenstein errichtet, später zur Pfarrkirche erhoben | Kloster Ehrenstein                                                                    |
| Kath. Pfarrkirche St. Peter und Paul                    | Elsoff, Westerwaldkreis                                          | 1911      | Dreischiffige neuromanische Basaltbruchsteinhalle, errichtet 1911; der Turm wird dem Mittelalter zugeordnet. |                                                                                       |
| Kath. Pfarrkirche St. Johannes der Täufer zu Elz        | Elz, Landkreis Limburg-Weilburg                                  | 1561      | 1561 als spätgotischer Fachwerkbau errichtet. Einzelne Mauerreste lassen sich einem spätmittelalterlichen Vorgängerbau zuordnen. | Kath. Pfarrkirche St. Johannes der Täuferzu Elz                                       |
| Kath. Pfarrkirche St. Martin zu Frickhofen              | Frickhofen, Landkreis Limburg-Weilburg                           | 1722–1732 | In Frickhofen ist für das 15. Jahrhundert eine Kapelle am Ort der heutigen Kirche nachgewiesen. 1722 bis 1732 wurde dort die Martinskapelle errichtet und am 5. Juli 1732 vom Trierer Weihbischof Lothar Friedrich von Nalbach geweiht. Es handelte sich um einen barocken Saalbau, der in den folgenden Jahrhunderten mehrere Umbauten erfuhr und so zur heutigen Kirche „St. Martin“ wurde. Hochaltar, Seitenaltäre und Kanzel entstammen der Bildhauerschule des Hadamarer Barock. | Kath. Pfarrkirche St. Martin zu Frickhofen                                            |
| Blasiuskapelle zu Frickhofen                            | Frickhofen, Gemeinde Dornburg, Landkreis Limburg-Weilburg        | 1150      | Anfänge um das Jahr 630, lange Zeit Pfarrkirche für die umliegenden Dörfer Frickhofen, Dorndorf, Langendernbach, Dorchheim, Mühlbach, Waldmannshausen | Die Blasiuskapelle zu Frickhofen                                                      |
| Kath. Pfarrkirche St. Bartholomäus und Sebastian        | Gackenbach, Westerwaldkreis                                      | 1884      | Wurzeln der Kirche liegen um das Jahr 1200 | Ortsansicht Gackenbach mit Pfarrkirche                                                |
| Kath. Pfarrkirche St. Maria Magdalena                   | Gebhardshain, Landkreis Altenkirchen                             | 1896      | Errichtet im historisierenden Stil nach Plänen des Siegburger Baumeisters Court | Gebhardshain, Kath. Kirche (links), Ev. Kirche (rechts)                               |
| Ev. Pfarrkirche St. Severus                             | Gemünden, Westerwaldkreis                                        | 1567      | Die Wurzeln der Kirche liegen im Stift St. Severus. Das heutige Bauwerk geht auf eine dreischiffige Basilika zurück, die stark verändert wurde. |                                                                                       |
| Ev. Pfarrkirche St. Bartholomäus                        | Hachenburg, Stadtteil Altstadt, Westerwaldkreis                  | 12. Jh.   | Mutterkirche von Hachenburg, romanische flachgedeckte Basilika mit Westturm | Pfarrkirche Altstadt-Hachenburg                                                       |
| Kath. Pfarrkirche Mariä Himmelfahrt, Franziskanerkirche | Hachenburg, Westerwaldkreis                                      | 1734      | Das 1734 bis 1738 erbaute Kirchengebäude war ursprünglich die Kirche des Franziskanerklosters Hachenburg. Barockausstattung | Franziskanerkirche in Hachenburg                                                      |
| Ev. Pfarrkirche Hachenburg                              | Hachenburg, Westerwaldkreis                                      | 1775      | In den Jahren 1775/6 durch den Altenkirchener Baumeister Braunfels erbaut. Der Turm an der Südseite stammt aus dem Jahr 1481. | Ev. Pfarrkirche Hachenburg                                                            |
| Kath. Herzenbergkapelle zu Hadamar                      | Hadamar, Landkreis Limburg-Weilburg                              | 1675      | Die Herzenbergkapelle ist eine Marien-Wallfahrtskapelle auf dem Herzenberg. Sie stellt einen bedeutenden Wallfahrtsort in der Volksfrömmigkeit der Region dar. Der heutige Chor des Gebäudes ist das Überbleibsel der 1675 errichteten ersten Kapelle, eines nur rund 4,50 Meter durchmessenden, achteckigen Zentralbaus mit Dachkonstruktion aus Haube und Laterne. 1691 wurde das Bauwerk um ein Längsschiff mit Rippengewölbe erweitert, zu dessen Bedeckung das Haubendach ebenfalls in länglicher Form erweitert wurde. Mit der Ergänzung um ein geschweiftes Vordach 1860 erhielt die Kapelle ihre heutige Form. Neben mehreren kleineren Gottesdiensten zieht vor allem das Fest Mariä Himmelfahrt mit dem angeschlossenen Herzenbergfest eine große Zahl von Besuchern an. | Kath. Herzenbergkapelle zu Hadamar                                                    |
| Kath. Liebfrauenkirche zu Hadamar                       | Hadamar, Landkreis Limburg-Weilburg                              | 1379      | Die Liebfrauenkirche ist eine spätgotische Kirche. Sie befindet sich unmittelbar am Ufer des Elbbachs. Es handelt sich um eine nach Osten ausgerichtete, niedrige Hallenkirche mit drei Schiffen. Aus einem dem Heiligen Kreuz geweihten Bildstock am Elbbach ließ der Hadamarer Stadtpfarrer kurz vor 1379 die erste, kurz darauf der Gottesmutter Maria geweihte, Kapelle an der Stelle der späteren Kirche errichten. 1446 wurde die Kirche von den Stadtherren, den Grafen Johann IV. von Nassau-Dillenburg und Philipp I. von Katzenelnbogen, in etwa auf ihre heutigen Abmessungen erweitert. Die heutige Innenausstattung datiert auf 1630 bis 1750 und ist im Stil der späten Renaissance und des Barock gehalten. Die Ausmalung stammt von 1891. Zahlreiche Grabsteine und Epitaphe im Kircheninneren erhöhen die kulturhistorische Bedeutung. An der Außenanlage sticht ein besonders gut gearbeitetes Kruzifix aus dem Jahr 1698 neben dem Eingang hervor. Zur Besichtigung ist die Liebfrauenkirche sonn- und feiertags von 15 bis 16 Uhr geöffnet. | Kath. HLiebfrauenkirche zu Hadamar                                                    |
| Kath. Pfarrkirche St. Margaretha                        | Hahn am See, Westerwaldkreis                                     | 1737      | Innenausstattung mit Bildwerken der Hadamarer Schule |                                                                                       |
| Ev. Pfarrkirche Hamm                                    | Hamm, Landkreis Altenkirchen                                     | 1707      | Ursprünglich eine romanische Die Basilika erhielt 1707 neuen Chor und 1752–1754 ein neues, fast quadratisches Schiff nach einem erweiterten Entwurf von Julius Ludwig Rothweil. | Evangelische Kirche Hamm (Sieg)                                                       |
| Kath. Pfarrkirche Hamm                                  | Hamm, Landkreis Altenkirchen                                     | 19. Jh.   | | Katholische Kirche Hamm (Sieg)                                                        |
| Kath. Pfarrkirche St. Laurentius zu Hausen              | Hausen, Gemeinde Waldbrunn, Landkreis Limburg-Weilburg           | 1871      | Die Laurentiuskirche wurde 1871/72 im neoromanischen Stil erbaut. Die Konsekrierung der Kirche erfolgte am 5. September 1900. | Kath. Pfarrkirche St. Laurentius zu Hausen                                            |
| Kath. Pfarrkirche St. Antonius Eremit                   | Hartenfels, Westerwaldkreis                                      | 1861      | Die Kirche wurde am 1. Juli 1862 geweiht. |                                                                                       |
| Ev. Pfarrkirche Heckholzhausen                          | Heckholzhausen, Gemeinde Beselich, Landkreis Limburg-Weilburg    | 1898      | Auf den Grundmauern einer im 13. Jahrhundert errichteten und im 16. Jahrhundert verfallenen Burg mit hinzugehörender Kapelle wurde die heutige Pfarrkirche erbaut, deren Grundsteinlegung im Jahr 1898 erfolgte. | Ev. Pfarrkirche Heckholzhausen                                                        |
| Kath. Pfarrkirche Mariä Himmelfahrt                     | Helferskirchen, Westerwaldkreis                                  | 1769      | Vorläufer waren zwei Holzkirchen; 1769 wurde die jetzige Saalkirche – aufbauend auf einem romanischen Westturm – mit Hilfe der Lutheraner der Nachbargemeinde Quirnbach im spätgotischen Stil errichtet; barocke Inneneinrichtung. | Kath. Pfarrkirche in Helferskirchen                                                   |
| Kath. Pfarrkirche St. Peter in Ketten                   | Hellenhahn-Schellenberg, Westerwaldkreis                         | 18. Jh.   | Kreuzförmiger Basaltbruchsteinbau aus dem Jahr 1926. | Kath. Pfarrkirche St. Peter in Ketten zu Hellenhahn-Schellenberg                      |
| Kath. Pfarrkirche St. Anna                              | Herschbach, Westerwaldkreis                                      | 1765      | Nach Plänen von Johannes Seiz 1765–68 errichtet. Rokoko-Schnitzereien an Kanzel und Schöler-Orgel | Pfarrkirche St. Anna, Herschbach                                                      |
| Ev. Pfarrkirche Unserer lieben Frauen                   | Hilgenroth, Landkreis Altenkirchen                               | 1433      | | Ev. Kirche Hilgenroth                                                                 |
| Ev. Pfarrkirche St. Georg                               | Höchstenbach, Westerwaldkreis                                    | 13. Jh.   | Spätromanische Dorfkirche; bei der Kirchenerneuerung im 18. Jh. wurde das nördliche Seitenschiff abgebrochen, in der Apsis Wandmalereien des 13. Jh. | Ev. Pfarrkirche St. Georg, Höchstenbach                                               |
| Kath. Pfarrkirche Mariä Heimsuchung                     | Höhn, Westerwaldkreis                                            | 19. Jh.   | | Kath. Kirche Mariä Heimsuchung in Höhn                                                |
| Kath. Pfarrkirche St. Josef                             | Schönberg in der Gemeinde Höhn, Westerwaldkreis                  | 1891      | Basaltsteinbau aus dem Jahr 1891 |                                                                                       |
| Kath. Pfarrkirche St. Maria Magdalena                   | Horhausen, Verbandsgemeinde Flammersfeld, Landkreis Altenkirchen | 1902      | Nach Plänen von Regierungsbaumeister Heinrich Krings, Köln, in neospätromanischen Formen erbaut. Der romanische Turm wurde dabei, um ein Geschoss erhöht, in den Neubau einbezogen. |                                                                                       |
| Kirche Hüblingen                                        | Hüblingen, Westerwaldkreis                                       | 1358      | Mittelalterliche Kirche mit Chorturm, Wandmalereien des Weichen Stils (ca. 1420–1430), Barockausstattung |                                                                                       |
| Kath. Pfarrkirche St. Goar                              | Hundsangen, Westerwaldkreis                                      | 1726      | Die barocke Pfarrkirche St. Goar wurde 1726 erbaut. Der romanische Kirchturm stammt aber noch aus dem 12. Jahrhundert. |                                                                                       |
| Pfarrkirche St. Katharina                               | Isenburg, Landkreis Neuwied                                      | 19. Jh.   | Neugotische Pfarrkirche St. Katharina mit gotischem Chor aus dem 14. Jahrhundert | Isenburg, Die Ruine der Isenburg                                                      |
| Ev. Pfarrkirche                                         | Kircheib, Landkreis Altenkirchen                                 | 12. Jh.   | Romanische dreischiffige Basilika mit einem von einem Kreuzgratgewölbe überdeckten Altarraum. Die Ursprünge der Kirche mit dem markanten Wehrturm liegen im 12. Jahrhundert. | Romanische Basilika in Kircheib                                                       |
| Ev. Pfarrkirche Kroppach                                | Kroppach, Westerwaldkreis                                        | 12. Jh.   | Urkundlich nachgewiesen ist sie erstmals im Jahr 1199. Der Chor und das südliche Seitenschiff sind aus dem 13. Jahrhundert, das nördliche Seitenschiff ist jünger. Der Westturm wurde im Jahr 1835 errichtet. | Evangelische Kirche Kroppach                                                          |
| Kath. Kirche St. Johannes zu Lahr (Alt)                 | Lahr, Landkreis Limburg-Weilburg                                 | 13. Jh.   | Romanische dreischiffige Basilika | Ostseite der historischen Kirche mit Chor und Wehrturm                                |
| Kath. Pfarrkirche St. Johannes zu Lahr (Neu)            | Lahr, Landkreis Limburg-Weilburg                                 | 1964      | Oktogonaler Kirchenbau. Denkmal seit 1985. | Neue Kirche St. Johannes zu Lahr                                                      |
| Kath. Pfarrkirche St. Matthias zu Langendernbach        | Langendernbach, Gemeinde Dornburg, Landkreis Limburg-Weilburg    | 1897      | Im neoromanischen Stil fertiggestellt | Pfarrkirche St. Matthias zu Langendernbach                                            |
| Ev. Pfarrkirche Leuscheid                               | Leuscheid (Windeck), Rhein-Sieg-Kreis                            | 17. Jh.   | | Ev. Kirche mit Basaltbrunnen am August-Sander-Platz                                   |
| Ev. Kirche Mademühlen                                   | Mademühlen, Gemeinde Driedorf, Lahn-Dill-Kreis                   | 11. Jh.   | Ältestes Gebäude der Gemeinde Driedorf | Evangelische Kirche Mademühlen                                                        |
| Ev. Pfarrkirche Medenbach                               | Medenbach, Lahn-Dill-Kreis                                       | 19. Jh.   | Im Kern eine mittelalterliche Kirche. Diese evangelische Kirche besitzt einen Chorturm im frühgotischen Stil mit pyramidenförmigem Dach. Im Inneren des Turms haben sich Reste einer mittelalterlichen Wandmalerei erhalten. Dieses Bild zeigt die Szene Christus vor Pilatus. Der Kirchturm wurde 1966 umfassend restauriert. An den Turm schließt sich ein modernes Kirchenschiff an. | Ev. Pfarrkirche in Medenbach                                                          |
| Ev. Pfarrkirche Mehren                                  | Mehren, Landkreis Altenkirchen                                   | 12. Jh.   | Romanische Kirche (Pfeilerbasilika) mit Fachwerkspeicher aus dem 17. Jh. | Mehren im Westerwald                                                                  |
| Kath. Pfarrkirche St. Peter in Ketten                   | Montabaur, Westerwaldkreis                                       | 14. Jh.   | Die Kirche wurde in spätromanischer Zeit mit dem Chor begonnen, in der zweiten Hälfte des 14. Jh. folgten gotisches Langhaus als Pseudobasilika mit zusätzlichem zweiten Seitenschiff | Altarraum der kath. Kirche St. Peter in Ketten in Montabaur                           |
| Kath. Pfarrkirche St. Laurentius                        | Nentershausen, Westerwaldkreis                                   | 1863      | |                                                                                       |
| Kath. Pfarrkirche Mariä Himmelfahrt Neustadt            | Neustadt/Westerwald, Westerwaldkreis                             | (...)     | | Neustädter Kirche Mariä Himmelfahrt                                                   |
| Kreuzherrenkirche                                       | Kloster Ehrenstein, Asbach, Landkreis Neuwied                    |           | | Kloster Ehrenstein                                                                    |
| Kath. Pfarrkirche St. Katharina zu Niedererbach         | Niedererbach, Westerwaldkreis                                    | 1905      | | Kath. Pfarrkirche St. Katharina zu Niedererbach                                       |
| Kath. Pfarrkirche St. Peter in Ketten zu Niederhadamar  | Niederhadamar, Stadt Hadamar, Landkreis Limburg-Weilburg         | 1886      | Der viereckige Turm als ältestes Teil der Niederhadamarer Pfarrkirche fällt durch seine gedrungene, massive Bauweise und durch ein kleines Dreiblattfenster im gotischen Stil auf. Der Steinsockel trägt ein verschiefertes Obergeschoss in Fachwerk-Ausführung. In Nordostrichtung schließt sich daran das neugotische Langhaus an, das 1886 einen kleineren Vorgängerbau ersetzte. Der Innenraum weist sehr schmale Seitenschiffe auf. Das Langhaus wird von einem Kreuzrippengewölbe überspannt, der Chor von einem Baldachingewölbe. | Kath. Pfarrkirche St. Peter in Ketten zu Niederhadamar                                |
| Kath. Pfarrkirche St. Marien zu Niedertiefenbach        | Niedertiefenbach, Gemeinde Beselich, Landkreis Limburg-Weilburg  | 1868–1872 | Die Grundsteinlegung der Pfarrkirche wurde auf dem Gelände der zuvor abgerissenen alten Kirche im Jahr 1868 vorgenommen. Sie wird nach ihrer Einweihung am 27. Mai 1872 von der katholischen Kirchengemeinde St. Marien genutzt. | Kath. Pfarrkirche St. Marien zu Niedertiefenbach                                      |
| Ev. Pfarrkirche Niederwambach                           | Niederwambach, Landkreis Neuwied                                 | 12. Jh.   | In der zweiten Hälfte des 12. Jahrhunderts wurde die romanische Bartholomäus-Kirche erbaut (Turm noch erhalten). Im Jahr 1831 wurde das zu kleine Kirchenschiff abgerissen und eine spätklassizistische Saalkirche durch Johann Heinrich Hartmann errichtet. |                                                                                       |
| Kath. Pfarrkirche St. Peter zu Niederzeuzheim           | Niederzeuzheim, Stadt Hadamar, Landkreis Limburg-Weilburg        | 1726–1737 | Eine erste Kirche wurde vermutlich im 9. Jahrhundert errichtet. 1195 ist der erste Pfarrer belegt. 1726 wurde die inzwischen baufällig gewordene Kirche abgerissen. Die heutige Pfarrkirche St. Peter wurde auf den Fundamenten des Vorgängerbaus errichtet, wobei ein romanischer Turm einbezogen wurde. Im Jahr 1737 wurde die Kirche geweiht. Die Innenausstattung ist von Altären des Hadamarer Barock geprägt. 1447 wurde die Marienglocke als erste Glocke angeschafft. | Kath. Pfarrkirche St. Peter zu Niederzeuzheim                                         |
| Kath. Kirche St. Antonius zu Oberlahr                   | Oberlahr, Landkreis Altenkirchen                                 | 1876      | Neugotischer Bau | Katholische Kirche in Oberlahr                                                        |
| Kath. Pfarrkirche St. Ägidius zu Obertiefenbach         | Obertiefenbach, Gemeinde Beselich, Landkreis Limburg-Weilburg    | 1886–1888 | In der Zeit um 1200 wurde bereits ein erstes aus Stein erbautes Gotteshaus errichtet. Die im Jahr 1733 auf dem Kirchberg erbaute Barockkirche wurde 1886 niedergelegt und in den Jahren 1886 bis 1888 durch die jetzige neugotische Kirche ersetzt und am 1. September 1888 eingeweiht. Dabei blieb nur der 54 Meter hohe Kirchturm bestehen. Das Kirchenschiff wurde um 90 Grad gedreht. Die dreischiffige Pfarrkirche ist dem heiligen Ägidius geweiht und ist reich gegliedert: Das Hauptportal mit großen Emporenfenster bildet die festliche Fassade. Am Seiteneingang nach der Straßenseite befindet sich ein großes Seitenfenster, wodurch der Eindruck wie die Anlage eines Querschiffes erreicht wird. Auf der Südseite beleben drei Choranlagen mit Fenstern das äußere Bild, das seine Krönung im dominierenden 54 Meter hohen Kirchturm mit dem äußerst feingliedrigen Turmhelm findet. Auf der Turmseite im Inneren bildet eine zusätzliche Empore mit einem Fresko einer Szene aus dem Leben des Schutzpatrons St. Ägidius die Entsprechung zum großen Fenster über dem linken Seiteneingang. Das Kirchengebäude wird auch Dom des Westerwaldes bezeichnet.         | Kath. Pfarrkirche St. Ägidius zu Obertiefenbach                                       |
| Kath. Wallfahrtskapelle Maria Hilf zu Beselich          | Obertiefenbach, Gemeinde Beselich, Landkreis Limburg-Weilburg    | 1760–1767 | Die Kapelle „Maria Hilf“ liegt auf dem Beselicher Kopf. Diese Kapelle zu Ehren der 14 Nothelfer verdankt ihren Ursprung der Initiative eines Franziskaner-Eremiten, des Ordensbruders Leonhard (bürgerlicher Name: Georg Niederstraßen). Er wurde 1709 geboren und baute nach einem ausgedehnten Wanderleben um 1760 hier an der Stätte des ehemaligen Klosters Beselich mit Hilfe der Bevölkerung eine Kapelle und eine Eremitage, die im Jahr 1767 eingeweiht wurden. Die Kapelle wurde im Jahr 2002 durch Spenden der Bevölkerung und mit Unterstützung des Bistums Limburg innen renoviert und zum Teil im ursprünglichen Zustand wieder hergestellt und gehört zur Kath. Kirchengemeinde St. Ägidius Obertiefenbach. Heute ist die Kapelle täglich das Ziel vieler Pilger und Beter. In den Monaten Mai bis Oktober finden an jedem Freitag um 18:30 Uhr eine Eucharistiefeier und an den Sonntagen um 17:00 Uhr eine Marienandacht mit Predigt und sakramentalem Segen statt. Zum Gebet ist die Kapelle ganzjährig geöffnet. Auf dem Weg von Obertiefenbach bis zur Wallfahrtskapelle (Betweg) stehen sieben kleine Kapellchen zum Gedächtnis der Sieben Schmerzen Mariens. | Kath. Wallfahrtskapelle Maria Hilf zu Beselich                                        |
| Ev. Pfarrkirche Oberwambach                             | Oberwambach, Landkreis Altenkirchen                              | 1871      | 1870/71 wurde die neue Kirche gebaut. Die alte Waldkapelle aus dem Jahr 1565 wurde 1847 abgebrochen. | Ev. Kirche von Oberwambach                                                            |
| Kath. Pfarrkirche St. Leonhard zu Oberweyer             | Oberweyer, Stadt Hadamar, Landkreis Limburg-Weilburg             | 16. Jh.   | Der Bau erfolgte wahrscheinlich im letzten Jahrzehnt des 16. Jahrhunderts. Es handelte sich um ein kleines einschiffiges, gotisches Gotteshaus mit einem steilen Dach und einem massigen Turm mit spitzem Turmhelm, insgesamt aber nur halb so hoch wie der jetzige Kirchturm. Die Kirche ist dem heiligen Leonhard geweiht und gehört zur gleichnamigen Kirchengemeinde. | Kath. Pfarrkirche St. Leonhard zu Oberweyer                                           |
| Ev. Pfarrkirche Puderbach                               | Puderbach, Landkreis Neuwied                                     | 12. Jh.   | Ursprünge im 12. Jh. | Ev. Pfarrkirche Puderbach                                                             |
| Kath. Pfarrkirche St. Hubertus zu Rennerod              | Rennerod, Westerwaldkreis                                        | 1876      | Ursprünge im Jahr 1631, Im Jahr 1777 Abriss des baufälligen Turms der Kirche, 1876 folgte ein kompletter Neubau der Kirche. |                                                                                       |
| Kath. Pfarrkirche St. Jacobus zu Rosenheim              | Rosenheim, Landkreis Altenkirchen                                | 1904      | 1904 aus heimischen Basalt errichtet | Kath. Pfarrkirche St. Jacobus zu Rosenheim                                            |
| Kath. Pfarrkirche St. Adelphus zu Salz                  | Salz, Westerwaldkreis                                            | 12. Jh.   | Romanische Basilika mit spätgotischem Chor. | Kath. Pfarrkirche St. Adelphus zu Salz                                                |
| Kath. Pfarrkirche St. Katharina                         | Sankt Katharinen, Landkreis Neuwied                              | 1514      | 1514 erster Bau, 1961 komplett wiedererrichtet | Kath. Pfarrkirche St. Katharina                                                       |
| Ev. Auferstehungskirche Schöneberg                      | Schöneberg, Landkreis Altenkirchen                               | 1864      | Grundsteinlegung im Jahr 1864 für die neugotische Kirche, deren Turm im Jahr 1908 neu aufgebaut wurde. | Ev. Auferstehungskirche Schöneberg                                                    |
| Ev. Pfarrkirche Schupbach                               | Schupbach, Gemeinde Beselich, Landkreis Limburg-Weilburg         | 1696      | Am Eingangsportal befinden sich mehrere rundbogige, barocke Grabsteine. Markant ragt der Hohe Wehrturm des 12. Jahrhunderts mit Tonnengewölben in den beiden Untergeschossen und kleiner, klassizistischer Laterne hervor. Das Kirchenschiff ist im Kern romanisch, wurde aber 1696 verlängert und dreiseitig geschlossen. | Ev. Pfarrkirche Schupbach                                                             |
| Kath. Kilianskirche zu Seck                             | Seck, Westerwaldkreis                                            | 1880      | Bereits im 9. Jahrhundert wurde die alte Kirche dem Würzburger Bischof, dem heiligen Kilian, geweiht. Nachdem die Kirche im Jahr 1878 abbrannte, wurde 1880 eine neue Kilianskirche errichtet, die auf den alten Fundamenten steht. Der Taufstein ist noch aus dem 13. Jahrhundert, die Kanzel aus dem 17. Jahrhundert. Interessanterweise gehört der Kirchturm nicht der Kirchengemeinde, sondern der politischen Gemeinde. | Kath. Kilianskirche zu Seck                                                           |
| Kirche in Neukirch                                      | Stein-Neukirch, Westerwaldkreis                                  | 1231      | Ehemalige Trutz- und Wehrkirche |                                                                                       |
| Abtei Marienstatt                                       | Streithausen, Westerwaldkreis                                    | 1222      | Erster Baubeginn um 1222–27; Vollendung des Langhauses in der zweiten Hälfte des 14. Jh. Formensprache der burgundisch-zisterziensischen Bauweise und der Formensprache der nordfranzösischen Gotik | Abtei Marienstatt bei Streithausen, Blick auf die Abtei und Klostergebäude.           |
| Kath. Pfarrkirche St. Stephanus zu Thalheim             | Thalheim, Gemeinde Dornburg, Landkreis Limburg-Weilburg          |           | | Kath. Pfarrkirche St. Stephanus zu Thalheim                                           |
| Kath. Pfarrkirche St. Johannes der Täufer zu Uckerath   | Uckerath, Rhein-Sieg-Kreis                                       | 1892      | Dreischiffige, neuromanische Basilika mit Querschiff und eingebautem Westturm, wurde am 30. Oktober 1892 eingesegnet. | Kath. Pfarrkirche St. Johannes der Täufer zu Uckerath                                 |
| Pfarrkirche Urbach                                      | Urbach, Landkreis Neuwied                                        | 1825      | Ursprünglich 12. Jh., nach Baufälligkeit nach einem Plan des Bauinspektors Nebel aus Koblenz wurde das heutige achteckige Kirchenschiff neu erbaut. |                                                                                       |
| Ev. Pfarrkirche Wahlrod                                 | Wahlrod, Westerwaldkreis                                         |           | | Ev. Kirche in Wahlrod                                                                 |
| Kath. Pfarrkirche Maria Himmelfahrt zu Waldbreitbach    | Waldbreitbach, Landkreis Neuwied                                 | 13. Jh.   | Die Kirche wurde im 13. Jahrhundert vom Deutschen Orden begründet. Aus dieser Zeit ist nur der Turm mit von ionischen Säulen unterteilten Doppelarkaden im Obergeschoss erhalten. Die Glocke goss 1694 Johannes Berdaller aus Koblenz-Ehrenbreitstein. Das Langhaus wurde 1876–78 nach Abriss seines Vorläufers neu errichtet. Nach Zerstörungen im Zweiten Weltkrieg wurde die Kirche nach und nach (1950–1976) saniert und nach den historischen Vorbildern neu ausgemalt. | Kath. Pfarrkirche Maria Himmelfahrt zu Waldbreitbach                                  |
| Kath. Pfarrkirche St. Katarina zu Waldernbach           | Waldernbach, Gemeinde Mengerskirchen, Landkreis Limburg-Weilburg | 1878      | Die Kirche wurde neugotisch im Stil der norddeutschen Backsteingotik, als rotfarbiger Klinkerbau, ausgeführt. Es handelt sich um einen einschiffigen Bau mit Dachreiter und Treppenturm. An der Ostseite befindet sich das gegliederte Staffelgiebelhauptportal, der Chor ist auf der Westseite. Im Inneren steht ein neugotischer Altar. | Kath. Pfarrkirche St. Katarina zu Waldernbach                                         |
| Kath. Pfarrkirche St. Johannes Bapt. zu Welschneudorf   | Welschneudorf, Westerwaldkreis                                   | 17. Jh.   | In Kurtrierischer Zeit baute man hier ein Jagdzeughaus, das heute zur Hälfte als Kirche dient. Der schlichte Zweckbau mit Walmdach und Haubendachreiter enthielt eine beachtenswerte Inneneinrichtung durch drei Altäre (18. Jh.). | Kirche und Kurfürstenhalle                                                            |
| Ev. Pfarrkirche Westerburg                              | Westerburg, Westerwaldkreis                                      | 1516      | Am nördlichen Burghang als dreischiffiger Hallenbau errichtet; Westturm stammt noch von der Vorgängeranlage |                                                                                       |
| Kath. Pfarrkirche St. Joseph                            | Weyerbusch, Landkreis Altenkirchen                               | 1865      | Ein aus Bruchstein errichteter neugotischer Saalbau, Grundsteinlegung 23. Januar 1863. Am 29. Mai 1865 wurde die Kirche durch den Bischof eingeweiht. | Kath. Pfarrkirche St. Joseph zu Weyerbusch                                            |
| Kath. Pfarrkirche St. Bartholomäus zu Windhagen         | Windhagen, Landkreis Neuwied                                     | 19. Jh.   | | Kath. Pfarrkirche St. Bartholomäus zu Windhagen                                       |
| Kath. Pfarrkirche Mariä Geburt zu Winkels               | Winkels, Gemeinde Mengerskirchen, Landkreis Limburg-Weilburg     | 1879–1880 | Im Jahr 1879 wurde mit dem Bau einer eigenen kleinen Kirche begonnen, die nach dem Bürgermeister Strieder „Kapelle Strieder“ benannt war und im Jahr 1880 fertiggestellt wurde. 1947 ist diese dann erweitert worden und trägt heute den Namen Mariä Geburt. | Kath. Pfarrkirche Mariä Geburt zu Winkels                                             |
| Kath. Kreuzerhöhungskirche zu Wissen                    | Wissen, Landkreis Altenkirchen                                   |           | Grundsteinlegung im Jahr 1000, erweitert 1911/12, mit Freskenausmalung Peter Heckers aus den Jahren 1928–1931 |                                                                                       |
| Ev. Pfarrkirche Wissen                                  | Wissen, Landkreis Altenkirchen                                   | 1862      | Backsteinsaalbau, Rundbogenstil | Ev. Pfarrkirche Wissen                                                                |